# كالوم سكينر
كالوم سكينر (بالإنجليزية: Callum Skinner) هو دراج بريطاني، ولد في 20 أغسطس 1992 في غلاسكو في المملكة المتحدة.

## وصلات خارجية
- كالوم سكينر على موقع أرشيف الدراجات (الإنجليزية)
- كالوم سكينر على موقع CycleBase (الإنجليزية)
- كالوم سكينر على موقع اللجنة الأولمبية الدولية (الإنجليزية)
- كالوم سكينر على موقع أوليمبيديا (الإنجليزية)
- كالوم سكينر على موقع اللجنة الأولمبية البريطانية (الإنجليزية)
- كالوم سكينر على موقع اتحاد ألعاب الكومنولث (مؤرشف) (الإنجليزية)
- كالوم سكينر على موقع دورة ألعاب الكومنولث 2014 (مؤرشف) (الإنجليزية)